# Władimir Stiepakow
Władimir Iljicz Stiepakow (ros. Влади́мир Ильи́ч Степако́в, ur. 13 czerwca 1912 w Kałudze, zm. 28 maja 1987 w Moskwie) – radziecki działacz partyjny i dyplomata.

## Życiorys
W 1935 ukończył Tulską Wyższą Komunistyczną Szkołę Rolniczą, 1935-1937 odbywał służbę w Armii Czerwonej, później pracował w Ludowym Komisariacie Przemysłu Ciężkiego ZSRR, następnie do 1940 w Ludowym Komisariacie Komunikacji ZSRR. Od 1937 członek WKP(b), 1941-1944 szef warsztatu fabryki, od 1944 funkcjonariusz partyjny, 1948-1950 pracownik Moskiewskiego Komitetu Miejskiego WKP(b). 1950-1952 II i I sekretarz Pierwomajskiego Komitetu Rejonowego WKP(b) w Moskwie, 1952 zaocznie ukończył Moskiewski Instytut Pedagogiczny im. Lenina, 1952-1953 zastępca szefa Zarządu Ministerstwa bezpieczeństwa Państwowego ZSRR obwodu moskiewskiego, 1953-1957 aspirant Akademii Nauk Społecznych przy KC KPZR. 1957-1959 kierownik Wydziału Propagandy i Agitacji Moskiewskiego Komitetu Miejskiego KPZR, od 1959 do 9 grudnia 1960 sekretarz, a od 9 grudnia 1960 do 27 lutego 1961 II sekretarz Komitetu Miejskiego KPZR w Moskwie, od lutego 1961 do 1962 kierownik Wydziału Propagandy i Agitacji KC KPZR ds. RFSRR. Od 31 października 1961 do 29 marca 1966 członek Centralnej Komisji Rewizyjnej KPZR, 1962-1964 kierownik Wydziału Ideologicznego KC KPZR ds. gospodarki rolnej RFSRR, od 1964 do maja 1965 główny redaktor gazety "Izwiestija", od maja 1965 do 1970 kierownik Wydziału Propagandy i Agitacji KC KPZR. Od 8 kwietnia 1966 do 23 lutego 1981 członek KC KPZR, od 19 stycznia 1971 do 16 maja 1978 ambasador nadzwyczajny i pełnomocny ZSRR w Jugosławii, następnie na emeryturze. Deputowany do Rady Najwyższej ZSRR 7 kadencji. Odznaczony Orderem Lenina i dwoma innymi orderami. Pochowany na Cmentarzu Kuncewskim w Moskwie.